# نشان کارلوس سوم
نشان کارلوس سوم (اسپانیایی: Real y Distinguida Orden Española de Carlos III‎) توسط پادشاه اسپانیا کارلوس سوم با حکم سلطنتی ۱۹ سپتامبر ۱۷۷۱، با شعار Virtuti et mérito تأسیس شد.